# Nephropsis occidentalis
Nephropsis occidentalis är en kräftdjursart som beskrevs av Faxon 1893. Nephropsis occidentalis ingår i släktet Nephropsis och familjen humrar. IUCN kategoriserar arten globalt som livskraftig. Inga underarter finns listade i Catalogue of Life.